# Stan Musial
Stanley Frank Musial, urodzony jako Stanisław Franciszek Musiał (ur. 21 listopada 1920 w Donorze, zm. 19 stycznia 2013 w Ladue) – amerykański baseballista polskiego pochodzenia, weteran II wojny światowej.
W Major League Baseball występował na pozycji pierwszobazowego i zapolowego w St. Louis Cardinals przez 22 sezony. Musial, noszący przydomek Stan The Man, jest uważany za jednego z najlepszych uderzających w lidze. Podczas całej kariery w MLB zaliczył 3630 uderzeń, co daje mu 4. miejsce w klasyfikacji wszech czasów. Zdobył 450 home runów, trzykrotnie wybierany był MVP National League i trzykrotnie zwyciężył w World Series. Był 24-krotnym uczestnikiem Meczu Gwiazd podobnie jak Willie Mays, tylko Hank Aaron zaliczył więcej występów w All-Star Game – 25. W 1969 został uhonorowany członkostwem w Baseball Hall of Fame po pierwszym głosowaniu otrzymując 93,2% głosów, zaś w 2014 został wprowadzony do nowo utworzonej Hall of Fame klubu St. Louis Cardinals.
Musial urodził się w Donorze w stanie Pensylwania, gdzie grał w baseball w szkolnej drużynie Donora High School. W 1938 podpisał zawodowy kontrakt z St. Louis Cardinals jako miotacz, jednak w późniejszym okresie został przekwalifikowany na zapolowego, grając w niższych ligach. W MLB zadebiutował w 1941 roku. W 1942 w swoim pierwszym pełnym sezonie wygrał z zespołem Cardinals World Series, rok później zwyciężył w sześciu klasyfikacjach i został po raz pierwszy wybrany najbardziej wartościowym zawodnikiem, po raz pierwszy zagrał w All-Star Game i występował w tym meczu w każdym następnym sezonie z wyjątkiem sezonu 1945. W 1944 zdobył drugi mistrzowski tytuł World Series, zaś w 1945 służył w U.S. Navy.
Po powrocie do gry w 1946 po raz drugi wybrano go MVP National League i zdobył trzeci tytuł mistrzowski World Series. Dwa lata później został wybrany najbardziej wartościowym zawodnikiem po raz trzeci, a do zdobycia Potrójnej Korony brakowało mu jednego home runa. Po słabym sezonie 1959 Musial zatrudnił osobistego trenera by poprawić swoją skuteczność. W 1963 zakończył karierę zawodniczą. W MLB ustanowił 17 rekordów, 29 w National League i 9 w All-Star Game. Był właścicielem restauracji podczas i po zakończeniu kariery. W 1967 został menadżerem generalnym klubu St. Louis Cardinals, jednak w tym samym roku, po zwycięskich dla Cardinals World Series, zrezygnował z tej funkcji. W 1999 został wybrany do Major League Baseball All-Century Team, a w lutym 2011 prezydent Barack Obama odznaczył go Medalem Wolności, najwyższym odznaczeniem cywilnym w Stanach Zjednoczonych.

## Dzieciństwo i młodość
Musial urodził się w Donorze w stanie Pensylwania, oddalonej o ok. 30 km od Pittsburgha, jako piąte z sześciorga dzieci i pierwszy syn Łukasza i Mary Musiał z domu Lancos. Jego matka była z pochodzenia Czeszką, ojciec był polskim emigrantem, który dla syna wybrał imiona Stanisław Franciszek, a jako zdrobnienia używał formy „Stasiu”.
W dzieciństwie Musial grał w baseball wraz z młodszym bratem Edem i kolegami, a za swojego idola uważał Lefty'ego Grove'a. Naukę gry w baseball pobierał od swojego sąsiada Joego Barbao, który grał na pozycji miotacza w niższych ligach we wcześniejszym okresie. Gdy zapisał się do szkoły zmienił imię i nazwisko na Stanley Frank Musial.
W wieku 15 lat Musial został miotaczem półzawodowego klubu Donora Zincs, którego menadżerem był Barbao. W debiucie rozegrał sześć inningów, autując starszych od niego 13 pałkarzy. Musial występował także jeden sezon w nowo utworzonej drużynie przy szkole średniej w Donorze, gdzie grał Buddy Griffey, ojciec Kena Griffeya Seniora, dziadek Kena Griffeya Juniora. Statystyk baseballowy Bill James określił Griffeya Jr. porównując go do Musiala jako „drugiego najlepszego leworęcznego pałkarza i leworęcznego zapolowego, spośród wszystkich zawodników urodzonych w Donorze 21 listopada”. Występy Musiala w młodości, dzięki którym przepowiadano mu występy w MLB sprawiły, że zyskał wówczas przydomek „The Donora Greyhound”.
Musial również grał w koszykówkę i otrzymał propozycję stypendium z University of Pittsburgh. W tym samym czasie był obserwowany przez skautów St. Louis Cardinals, gdy wciąż występował na pozycji miotacza i w 1937 roku zaproponowano mu zawodowy kontrakt po jednym z treningów z zespołem farmerskim Cardinals. Ojciec Musiala był początkowo przeciwny karierze baseballisty, jednak po namowach Stana i jego matki ostatecznie wyraził zgodę. Kontrakt podpisał po zakończeniu sezonu 1937, jednak klub złożył dokumenty na biurko komisarza ligi dopiero w czerwcu 1938, więc do tego momentu mógł występować w amatorskich zespołach; grał w szkolnej drużynie Donora High School, z którą awansował do playoff. Następnie stawił się w klubie farmerskim St. Louis Cardinals – Williamson Colts z Class D (od 1963 poziom Rookie).

## Kariera sportowa

### Występy w zespołach farmerskich St. Louis Cardinals (1938–1941)
Debiutancki sezon w Colts w 1938 to okres aklimatyzacji w oddalonej o 390 kilometrów od rodzinnego domu Musiala miejscowości Williamson w Wirginii Zachodniej. Sezon zakończył z przeciętnym bilansem W-L 6–6, uzyskując wskaźnik ERA 4,66 i średnią uderzeń 0,258. Jego pensja wynosiła wówczas 65 dolarów miesięcznie. Musial ukończył szkołę średnią przed powrotem do Williamson na wiosnę 1939, w czasie gdy klub zmienił nazwę na Red Birds. W sezonie zasadniczym poprawił statystyki notując 9 zwycięstw przy 2 przegranych, 4,30 ERA i 0,352 średnią uderzeń.
Sezon 1940 spędził w Daytona Beach Islanders z Class D, gdzie nawiązał przyjaźń z menadżerem zespołu Dickiem Kerrem, dzięki któremu poprawił rzut piłką. Kerr widział w nim również dobrego pałkarza i wystawiał go na dwóch pozycjach – miotacza i zapolowego. Pod koniec tego miesiąca w jednym z meczów odniósł kontuzję ramienia, grając na zapolu. Powracając po urazie w spotkaniu playoff zagrał jako starter, a drużyna Islanders przegrała 5–12. Po zakończeniu sezonu Musial rozważał zakończenie kariery, gdyż nie był w stanie utrzymać rodziny otrzymując pensję w wysokości 16 dolarów za tydzień. Dick Kerr chcąc utrzymać go w zespole, zaproponował mu przeprowadzkę do własnego mieszkania i zaoferował pomoc finansową (w ramach podziękowania za to Musial w 1958 roku kupił Kerrowi dom w Houston za 20 tysięcy dolarów). W 113 meczach uzyskał średnią uderzeń 0,311, zanotował bilans W-L 18-5, zaliczył 176 strikeoutów i oddał 145 baz za darmo.
Przed rozpoczęciem sezonu 1941 Musial został przeniesiony do zespołu Columbus Red Birds z Class AA (od 1963 poziom Double-A), chociaż menadżer Burt Shotton i Musial mieli świadomość, że kontuzja odniesiona w poprzednim sezonie osłabiła ramię zawodnika. W związku z tym Musial przeszedł do Springfield Cardinals z Class C (wówczas trzeci najniższy poziom), gdzie grał wyłącznie na pozycji zapolowego. W późniejszym okresie wspominając okres gry w Springfield stwierdził, że jego postawa w meczach Red Birds to zasługa Olliego Vaneka, menadżera tego zespołu, który dostrzegł w nim dobrego pałkarza. W 87 meczach w Springfield Cardinals Musial uzyskał najlepszą w lidze Western Association średnią (0,379), zdobył najwięcej home runów (26) i po trzech miesiącach występów w Springfield otrzymał promocję do zespołu Rochester Red Wings z International League. Podczas odbijania przyjmował wyjątkową postawę, przysiad charakterystyczny dla miotacza, którą miotacz Ted Lyons określił jako podobną do „dziecka zerkającego zza rogu i wypatrującego policję”. W 1950 nowojorski dziennikarz sportowy Tom Meany w jednym z artykułów napisał o niej: „Wygięte kolana i przysiad nadają wygląd sprężyny spiralnej, a większość miotaczy określa ją jako zwiniętego grzechotnika”. W Rochester zagrał w 54 meczach, uzyskał średnią 0,326, a w trzech meczach z kolei zaliczył 11 odbić i został powołany do zespołu St. Louis Cardinals na ostatnie dwa tygodnie sezonu zasadniczego.

### Major League Baseball (1941–1944)
Musial zadebiutował w MLB 17 września 1941 w drugim meczu doubleheader przeciwko Boston Braves na Sportsman's Park. Cardinals walczyli o tytuł National League z Brooklyn Dodgers, a do końca sezonu zostało 12 spotkań. Musial zaliczył 20 uderzeń przy średniej 0,426 jednak ostatecznie Cardinals zajęli drugie miejsce ze stratą 2,5 zwycięstwa do Dodgers, którzy wygrali w sezonie zasadniczym 100 meczów.
Menadżer zespołu Billy Southworth od początku sezonu 1942 wystawiał Musiala na lewym zapolu, a niekiedy jako pinch hittera przeciwko leworęcznym miotaczom. Do końca czerwca Musial uzyskał średnią 0,315, a Cardinals podobnie jak przed rokiem, walczyli z Dodgers o mistrzostwo National League. 27 września w pierwszym meczu doubleheader z Chicago Cubs na Sportsman's Park Cardinals zapewnili sobie mistrzostwo ligi odnosząc 105. zwycięstwo; mecz zakończył Musial, łapiąc w pierwszej połowie dziewiątej zmiany na lewym zapolu wysoko odbitą piłkę i autując trzeciego zawodnika. Sezon zakończył ze średnią 0,315 i z 72 RBI w 140 meczach i został wybrany przez magazyn The Saturday Evening Post najlepszym debiutantem w MLB.
W World Series 1942 roku Cardinals grali z mistrzem American League New York Yankees. W pierwszym meczu rozegranym na Sportsman's Park przy stanie 0–7 dla Yankees, w drugiej połowie dziewiątej zmiany Cardinals zdobyli cztery runy i przy wszystkich zajętych bazach, do odbicia podszedł Musial, który przy próbie zaliczenia pierwszej bazy został wyautowany, co zakończyło mecz, a Yankees objęli prowadzenie w serii. Pierwszym jego odbiciem w World Series było RBI single w drugiej połowie ósmej zmiany w meczu numer 2, które dało Cardinals prowadzenie 4–3; w dziewiątej zmianie Yankees nie zdobyli runa i w serii best-of-seven był remis. W kolejnych trzech meczach, które miały miejsce na Yankee Stadium, Musial zaliczył trzy odbicia, Cardinals wygrali wszystkie mecze wyjazdowe i World Series 4–1. W finałach Musial uzyskał średnią 0,222 i zdobył dwa runy.
Podczas spring training 1943 roku przy negocjacjach nowej umowy, Musial miał wstrzymany kontrakt, ale ostatecznie dostał podwyżkę z 4200 do 6250 dolarów. W tym samym roku po raz pierwszy został wybrany do Meczu Gwiazd, rozegranym 13 lipca, w którym zaliczył RBI double. W sezonie 1943 zaliczył w lidze najwięcej uderzeń (220), double’ów (48), triple’ów (20), wszystkich baz ogółem (347), a także miał najlepszy wskaźnik on-base percentage (0,425) i slugging percentage (0,562). Dzięki tym osiągnięciom po raz pierwszy został wybrany MVP National League, wyprzedzając w głosowaniu kolegę z zespołu Walkera Coopera. Sezon zasadniczy Cardinals zakończyli z przewagą 18 zwycięstw nad Cincinnati Reds. W World Series zmierzyli się po raz drugi z rzędu z New York Yankees. Musial zaliczył single'a w przegranym przez Cardinals meczu numer 1 i zdobył runa w meczu numer 2. Cardinals przegrali trzy następne mecze i całą serię 1–4, jednak zawodnicy dostali premię w wysokości 4321 dolarów i 99 centów, co wynosiło prawie dwie trzecie pensji Musiala z sezonu zasadniczego.
Udział Stanów Zjednoczonych w II wojnie światowej i powoływanie do wojska zawodowych graczy, mogło mieć wpływ na dalszą karierę Musiala, kiedy przeszedł badania medyczne przed możliwym poborem. Pozostał jednak w zespole na cały sezon, w którym uzyskał średnią 0,347 i zaliczył 197 odbić. Cardinals zdobyli po raz trzeci z rzędu mistrzostwo National League, a w World Series zagrali z innym zespołem z St. Louis, Browns, którzy po trzecim meczu prowadzili 2–1; Musial odbijał średnio 0,250. W meczu numer 4 zaliczył dwupunktowego home runa, single'a, double'a i bazę za darmo, a Cardinals zwyciężyli 5–1 i doprowadzili do wyrównania w serii. Dwa kolejne mecze również wygrali i zdobyli mistrzostwo MLB. Musial w finałach zanotował średnią 0,304.

### Służba w U.S. Navy
Musial wstąpił do Marynarki Wojennej Stanów Zjednoczonych 25 stycznia 1945 i początkowo przydzielono go do bazy treningowej Bainbrigde w Port Deposit w stanie Maryland. W czerwcu 1945 został przeniesiony do służb specjalnych na Hawajach, gdzie był odpowiedzialny za sprowadzenie wraków statków, zniszczonych podczas ataku na Pearl Harbor. Trzy lub cztery dni w tygodniu grał w ośmiozespołowej lidze 14th Naval District League. W styczniu 1946 otrzymał pozwolenie na powrót do Pensylwanii, po otrzymaniu wiadomości o chorobie ojca, następnie trafił do stoczni marynarki wojennej w Filadelfii i powrócił do Bainbridge. W marcu 1946 zakończył służbę wojskową w stopniu marynarza drugiej klasy.
W 2007 otrzymał nagrodę Navy Memorial's Lone Sailor Award dla weteranów marynarki, którzy po służbie wyróżnili się zaangażowaniem, honorem i odwagą.

### Major League Baseball (1946–1963)

#### 1946–1949
Za każdym razem gdy Stan podchodzi do odbicia, kibice Dodgers krzyczą: „Here comes The Man!”

Przed rozpoczęciem sezonu 1946 nowym menadżerem zespołu mianowano Eddiego Dyera, a po powrocie do drużyny Musial do połowy maja zanotował średnią 0,388. Zaprzyjaźnił się z Redem Schoendienstem, który przyszedł do Cardinals w 1945, gdy Musial pełnił służbę wojskową. W środku sezonu Musial, którego kontrakt w 1946 opiewał na 13 500 dolarów, otrzymał propozycję nowej, pięcioletniej umowy wartej 125 tysięcy dolarów i dodatkowo 50 000 premii za grę w lidze meksykańskiej, którą odrzucił. Ostatecznie po namowach menadżera Dyera, właściciel klubu Sam Breadon dał Musialowi podwyżkę w wysokości 5 tysięcy dolarów.
W sezonie 1946 Musial otrzymał przydomek „The Man”. 23 czerwca podczas meczu z Brooklyn Dodgers na Ebbets Field, dziennikarz St. Louis Post-Dispatch Bob Broeg usłyszał, że fani Dodgers krzyczą w stronę Musiala, gdy ten podchodził do odbicia, jednak nie mógł zrozumieć słów. Wieczorem po meczu, zapytał organizatora wyjazdów drużyny Leo Warda, czy usłyszał co fani Dodgers krzyczeli. Ward odpowiedział: „Za każdym razem gdy Stan wychodzi na boisko krzyczą: Here comes the man”. Broeg opisał to w jednym z artykułów w St. Louis Post-Dispatch i po tym Musial zyskał przydomek Stan „The Man”.
W czerwcu 1946 Dyer wystawiał Musiala na pierwszej bazie. Cardinals zakończyli sezon zasadniczy z takim samym bilansem jak Brooklyn Dodgers i mistrza National League wyłonić miała dodatkowa seria w formacie best-of-three. W meczu numer 1 Musial zaliczył triple'a, a w meczu numer 2 double'a, a Cardinals wygrali w dwóch meczach. W World Series zagrali z Boston Red Sox wygrywając 4–3 w całej serii. Musial w finałach zaliczył sześć odbić, 4 RBI i został wybrany po raz drugi w karierze najbardziej wartościowym zawodnikiem sezonu zasadniczego, otrzymując 22 głosy na 24 możliwe, wyprzedzając w głosowaniu Dixie Walkera z Brooklyn Dodgers.
Musial rozpoczął sezon 1947 ze średnią 0,146 w kwietniu. 9 maja klubowy lekarz Robert Hyland potwierdził u Musiala postawioną wcześniej diagnozę zapalenia wyrostka robaczkowego, zawodnik cierpiał również na ropień okołomigdałkowy. W trakcie sezonu Musial był leczony, ale poddał się operacji usunięcia wyrostka i migdałków po zakończeniu rundy zasadniczej. Pomimo dolegliwości zdrowotnych rozgrywki zakończył ze średnią 0,312.
25 kwietnia 1948 w meczu przeciwko Chicago Cubs na Wrigley Field zaliczył 1000. uderzenie w MLB. 7 maja po opublikowaniu artykułu w St. Louis Globe-Democrat krytykującego udział zawodników w reklamach papierosów, Musial zapewnił, że już nigdy nie pojawi się w tego typu reklamach. Do 24 czerwca jego średnia wynosiła 0,408, dlatego miotacz Preacher Roe powiedział, że najlepszym sposobem na wyeliminowanie Musiala to „dać mu bazę za darmo i zaliczyć pickoff na pierwszej”. Nowy właściciel klubu Robert E. Hannegan za postawę w meczach postanowił dać Musialowi podwyżkę. W lipcu w Meczu Gwiazd Musial zdobył home runa. 22 września w meczu z Boston Braves zaliczył pięć odbić po raz czwarty w karierze wyrównując rekord Ty Cobba z 1922 roku.
Musial zakończył sezon 1948 zwyciężając w National League w klasyfikacji pod względem średniej uderzeń (0,376), liczby uderzeń (230), double’ów (46), triple’ów (18), wszystkich baz ogółem (429) i miał najlepszy wskaźnik slugging percentage (0,702). W tym samym roku po raz trzeci został wybrany MVP National League i został pierwszym baseballistą, który zdobył tę nagrodę trzykrotnie. Gdyby home run, którego zdobył podczas odwołanego z powodu opadów deszczu meczu, liczył się do oficjalnej statystyki, zdobyłby Potrójną Koronę, zwyciężając w trzech klasyfikacjach: średniej odbić, home runów i RBI.

Jeśli home run zdobyty w odwołanym z powodu deszczu meczu liczyłby się do klasyfikacji, zrównałby się z liderem i zdobyłby Potrójną Koronę... mimo to jest jedynym w XX wieku pałkarzem, który wygrał w klasyfikacji w liczbie runów, odbić, double’ów , triple’ów i slugging percentage. Co za sezon!

{{Cytat}} Brakujące pola: autor. 
Przed rozpoczęciem sezonu 1949 za cel przyjął sobie zdobycie większej liczby home runów niż w sezonie poprzednim, w którym zdobył ich 39. Koncentrowanie się wyłącznie na zdobywaniu home runów przyniosło odwrotny skutek, gdyż miotacze narzucali piłki przy dalszej granicy strefy strike’ów i po odbiciu Musial autowany był przy pierwszej lub drugiej bazie. Do końca maja uzyskał średnią 0,272 i zdobył tylko 6 home runów. Wkrótce zaprzestał nowej metody i do 10 lipca poprawił średnią (0,311), a dwa dni później po raz szósty z rzędu wystąpił w All-Star Game, zaś sezon zakończył z największą liczbą uderzeń (207), grając w każdym meczu. Cardinals zanotowali bilans 96–58, o jedno zwycięstwo mniej od Brooklyn Dodgers, i zajęli 2. miejsce w lidze.
Pod koniec lat 40. XX wieku, kiedy w lidze nastała integracja rasowa, Musial wraz z kolegą z zespołu Redem Schoendienstem popierali tolerancję dla nowych zawodników w lidze takich jak Don Newcombe z Brooklyn Dodgers. Podczas meczów z Cardinals, Newcombe padał ofiarą rasistowskich okrzyków ze strony zawodników tego zespołu, ale jedynymi, którzy nie brali w tym udziału byli Musial i Schoendienst. Newcombe powiedział o nich: „Oni nigdy nie mieli potrzeby siedzenia na ławce i wyzywania czarnego chłopaka tylko dlatego, że próbował zmienić baseball, który powinien być grą dla wszystkich”.

#### 1950–1954
W sezonie 1950 Musial do przerwy spowodowanej Meczem Gwiazd miał średnią 0,350; w głosowaniu kibiców do All-Star Game zajął 2. miejsce. W tym samym roku miał najdłuższą trzydziestomeczową serię w karierze zakończoną 27 lipca, w której zaliczył przynajmniej jedno uderzenie w spotkaniu. Kiedy Cardinals byli pewni odpadnięcia z walki o mistrzostwo National League, nowy menadżer zespołu Marty Marion wystawiał Musiala na pierwszej bazie i na trzech pozycjach zapola. Cardinals zakończyli sezon na 3. miejscu z bilansem 78–75, a Musial został wybrany przez magazyn The Sporting News Major League Player of the Year.

Nikt nie jest idealnym graczem, jednak Stan Musial jest bliski perfekcji. Daje z siebie wszystko, kiedy zespół przegrywa i wtedy gdy prowadzi jednym lub dwoma runami.

Miesiąc przed rozpoczęciem sezonu 1952 media w kraju zwróciły uwagę na słowa Ty Cobba, opublikowane w jednym z artykułów w magazynie Life. Cobb określił Musiala i Phila Rizzutto „jako jedynych zawodników, o których można mówić w podobnym tonie jak o największych graczach w historii ligi”. Cobb powiedział o Musiale, że jest lepszym zawodnikiem od Joe DiMaggio w szczytowej formie. W odpowiedzi Musial ze skromnością przyznał, że „Cobb to największy baseballista w historii ligi, nie chcę zaprzeczać jego słowom, ale nie mogę powiedzieć, że jestem lepszy od DiMaggio”
.
Jedyny występ na pozycji miotacza Musial zaliczył 28 września 1952, ostatniego dnia sezonu zasadniczego w meczu przeciwko Chicago Cubs na Sportman's Park, co miało być chwytem reklamowym. Menadżer Cardinals Eddie Stanky wystawił na górkę Musiala by narzucał przeciwko Frankowi Baumholtzowi, drugiemu najlepszemu po Musiale uderzającemu w National League. Baumholtz po raz pierwszy w karierze odbijał z prawej strony bazy domowej. Musial wykonał jeden narzut, po którym Baumholtz wybił piłkę w okolice trzeciej bazy, która odbiła się od nogi próbującego ją chwycić trzeciobazowego Solly'ego Hemusa i powędrowała na lewe zapole. Całą sytuację zaliczono jako błąd, a Musial zmienił pozycję na środkowozapolowego i nigdy więcej nie zagrał jako miotacz.
Na początku 1953 roku klub St. Louis Cardinals został wystawiony na sprzedaż, dlatego Musial i Schoendienst namówili przyjaciela Gussiego Buscha na jego kupno. Busch wykorzystał środki firmy Anheuser-Busch, kupił klub za 3,7 miliona dolarów i tym samym zapobiegł przeniesieniu jego siedziby do innego miasta. W 1953 Musial wystąpił po raz 10. w All-Star Game i po raz dwunasty z rzędu zakończył sezon ze średnią minimum 0,300.
2 maja 1954 w doubleheader przeciwko New York Giants Musial zdobył pięć home runów (trzy w pierwszym i dwa w drugim meczu) i został pierwszym zawodnikiem w historii MLB, który tego dokonał. Ponadto w pierwszym meczu zaliczył single'a i zaliczył 21 wszystkich baz ogółem, co również jest rekordem w lidze. W 1972 drugim zawodnikiem, który zdobył pięć home runów w doubleheader był Nate Colbert z San Diego Padres.

#### 1955–1959
W 1955 Musial wystąpił jako rezerwowy w Meczu Gwiazd, gdyż otrzymał o 150 tysięcy głosów mniej niż Ted Kluszewski, który znalazł się w wyjściowym składzie NL All-Star Team na pierwszej bazie. Musial wszedł do gry jako pinch hitter w czwartej zmianie i grał na lewym zapolu w dodatkowych inningach. W drugiej połowie dwunastej zmiany odbijał jako pierwszy i zdobył zwycięskiego home runa ustalając wynik meczu na 6–5 dla NL All-Star Team.

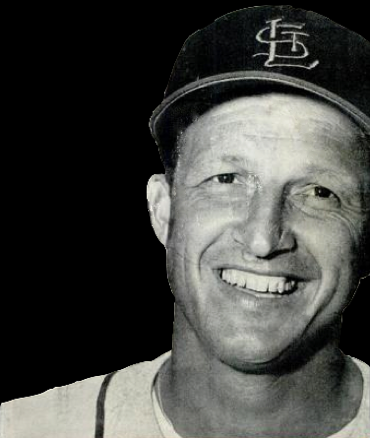
Musial w 1957.

W sezonie 1956 Musial zaliczył kolejny kamień milowy w swojej karierze, kiedy 12 sierpnia w meczu z Chicago Cubs, pobił rekord w liczbie zaliczonych wszystkich baz ogółem, należący do Mela Otta. Wcześniej menadżer generalny Cardinals Frank Lane rozpoczął negocjacje z Philadelphia Phillies mające na celu wymianę Musiala za miotacza Robina Robertsa, jednak sprzeciw wyraził właściciel Gussie Busch, który chciał zatrzymać Musiala w zespole. W efekcie Lane oddał Schoendiensta, przyjaciela Musiala, do New York Giants.
11 czerwca 1957 Musial wyrównał rekord National League w liczbie rozegranym meczów z rzędu, zaliczając 822. kolejny występ; seria rozpoczęła się ostatniego dnia sezonu zasadniczego 1951. W lipcu 1957 pomimo ustawienia głosowania do Meczu Gwiazd przez kibiców Cincinnati Reds, rozegranego w St. Louis, Musial wyszedł w wyjściowym składzie jako pierwszobazowy. 23 sierpnia po zamachu kijem złamał kość ramienną i zerwał więzadło barkowo-obojczykowe. Kontuzja wykluczyła go z gry do 8 września, a serię kolejnych występów zakończył na 895 meczach. W 1957 został wybrany przez magazyn Sports Illustrated sportowcem roku.

„Niska piłka na lewe zapole! Odbicie numer 3000! Run zdobyty! Musial zaliczył pierwszą bazę i biegnie do drugiej, zalicza double! Jasna cholera! Udało mu się!”

29 stycznia 1958 Musial podpisał jako jeden z pierwszych kontrakt za 100 tysięcy dolarów; według serwisu Baseball-Almanac pierwszym był Hank Greenberg z Pittsburgh Pirates w 1947 roku. W maju 1958 Musial zbliżał się do pułapu 3000 uderzeń, który chciał osiągnąć przed własną publiczności w St. Louis. Ostatecznie dokonał tego 13 maja 1958 w meczu Chicago Cubs na Wrigley Field, wchodząc jako pinch hitter i zaliczając double, zostając ósmym w historii MLB baseballistą, który przekroczył ten pułap i pierwszym w National League, który uczynił to zaliczając extra base hit. Po powrocie z Chicago został przywitany na dworcu St. Louis Union Station przez blisko 1000 kibiców. Cardinals zakończyli sezon na 6. miejscu z bilansem 69–75. W tym samym roku zespół wyjechał na tournée do Japonii, gdzie grał z drużynami Pacific i Central League, wygrywając 14 na 16 meczów.
Przed rozpoczęciem nowego sezonu Musial dostał pozwolenie na późniejsze stawienie się na spring training, by móc oszczędzać energię przed zbliżającymi się meczami w lidze. Musial mierzący 180 cm wzrostu i ważący 79 kg podczas kariery, na zgrupowanie stawił się z 4,5 kg nadwagą i słabą kondycją fizyczną. W pierwszych czterech meczach sezonu zaliczył jedno odbicie na 15 podejść. W kolejnych szesnastu spotkaniach zanotował średnią 0,321, a 7 maja w meczu przeciwko Chicago Cubs na Sportsman's Park zdobył zwycięskiego home runa w drugiej połowie dziewiątej zmiany, będącego jego 400. w MLB i został pierwszym w historii zawodnikiem, który przekroczył pułap 3000 odbić i 400 home runów w karierze. W 1959 władze ligi ogłosiły, iż w celu pozyskania dodatkowych funduszy między innymi na pensje dla zawodników, Mecz Gwiazd będzie rozgrywany dwa razy w sezonie. Musial zagrał w obydwu spotkaniach jako pinch hitter. W sezonie zasadniczym wystąpił w 115 meczach, zaliczył średnią 0,255, zdobył 37 runów i uzyskał wskaźnik slugging percentage 0,428.
30 czerwca 1959 w meczu St. Louis Cardinals – Chicago Cubs po raz pierwszy w historii miała miejsce sytuacja, w której dwóch zawodników obrony dwoma piłkami próbowało wyautować biegacza w jednej zagrywce. W pierwszej połowie czwartej zmiany przy próbie odbicia Musiala, miotacz Cubs Bob Anderson narzucił trzy balle i jeden strike. Następnie wykonał wild pitch, a piłka uderzając w łapacza Sammy’ego Taylora i sędziego Vica Delmora, powędrowała pod backstop (bariera za łapaczem, oddzielająca trybunę od boiska). Sędzia uznał to za czwarty ball i Musial otrzymał bazę za darmo. Piłka jednak ciągle była w grze (ang. fair ball), więc Musial podjął próbę zdobycia drugiej bazy; piłkę chwycił chłopiec do podawania kijów i podał ją sprawozdawcy meczowemu Patowi Piperowi. Trzeciobazowy Cubs Al Dark pobiegł do backstopu, odzyskał piłkę i skierował ją w stronę drugiej bazy do łącznika Cubs Erniego Banksa. W tym samym czasie sędzia Delmore wprowadził do gry nową piłkę, podał Andersonowi, który rzucił ją zbyt wysoko do drugobazowego Tony’ego Taylora. W efekcie Banks, który był w posiadaniu właściwej piłki, dotknął Musiala rękawicą, gdy próbował zaliczył trzecią bazę. Po naradzie sędziowie uznali to za aut, pomimo protestów menadżera Cardinals Solly'ego Hemusa, który twierdził, że grę utrudnił chłopiec do podawania piłek i Musial powinien był zostać na boisku. Ostatecznie Cardinals wygrali mecz 4–1.

#### 1960–1963
Przeciętna postawa Musiala w sezonie 1959 sprawiła, iż przed rozpoczęciem kolejnego zgodził się na obniżenie pensji ze 100 do 80 tysięcy dolarów. Chcący dowieść, że jego gra spowodowana była niską kondycją fizyczną, poprosił o pomoc wykładowcę wychowania fizycznego Waltera Eberhardta z Saint Louis University. W czerwcu 1960 gazety pisały o zakończeniu kariery Musiala po zakończeniu sezonu 1960, który uciął wszelkie spekulacje we wrześniu 1960 potwierdzając, że będzie grał w sezonie następnym. W 1961 zanotował średnią 0,288, a w 1962 0,330, co było 3. wynikiem w National League, zdobył 19 home runów i zaliczył 82 RBI. Jako pinch hitter zaliczył 14 odbić w 19 podejściach (BA 0,615). W tym okresie ustanowił rekordy kariery w liczbie odbić, RBI i zdobytych runów. 8 lipca 1962 w meczu z New York Mets na Shea Stadium mając 41 lat, zdobył trzy home runy i został najstarszym baseballistą, który tego dokonał.
Sezon 1963 Cardinals rozpoczęli od 10 wygranych w 15 meczach, a Musial zanotował średnią 0,237. 8 maja ustanowił rekord w liczbie extra base hits i do końca miesiąca poprawił średnią odbić na 0,277. 9 lipca 1963 po raz 24. wystąpił w Meczu Gwiazd, wszedł jako pinch hitter w piątej zmianie. 26 lipca Musial zapytany przez menadżera generalnego klubu Binga Devine'a o planach po zakończeniu sezonu, odpowiedział, że zamierza zakończyć karierę zawodowego baseballisty. Swoją decyzję podał do wiadomości publicznej 12 sierpnia podczas trzydniowej przerwy po wyjazdowej serii zespołu, z nadzieją na jak najlepszy wynik klubu w lidze w rundzie zasadniczej.
15 sierpnia 1963 Cardinals wygrywając obydwa mecze doubleheader z Milwaukee Braves, odnieśli 19 zwycięstw w 20 spotkaniach i mieli gorszy bilans od Los Angeles Dodgers o jedno zwycięstwo. W dniach 16–18 września Dodgers wygrali trzy wyjazdowe mecze z Cardinals i zapewnili sobie mistrzostwo National League 25 września, na cztery dni przed zakończeniem sezonu zasadniczego. Musial po raz ostatni zagrał 29 września 1963 w meczu z Cincinnati Reds poprzedzonym godzinną ceremonią, na której obecni byli między innymi komisarz ligi Ford Frick, sprawozdawca ze spotkań Cardinals Harry Carray i właściciel klubu Gussie Busch, który ogłosił, iż numer 6, z którym Musial grał podczas całej kariery, zostanie niebawem zastrzeżony. W meczu Musial zaliczył single'a w czwartej zmianie, następnie zaliczył RBI single, po którym runa zdobył Curt Flood. Menadżer Cardinals Johnny Keane wprowadził na boisko Gary’ego Kolba za Musiala, tym samym kończąc jego karierę. Podobnie jak w debiucie, jak i w ostatnim meczu Musial zaliczył dwa odbicia; zajmował wówczas 2. miejsce w klasyfikacji wszech czasów pod względem liczby odbić, liderem był Ty Cobb. Przy ostatnim odbiciu Musiala piłka przeszła obok drugobazowego Pete’a Rose’a, który w późniejszym okresie został liderem w tej klasyfikacji jako jedyny obok Cobba osiągnął pułap 4000 odbić.

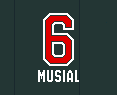
Numer 6, z którym Musial występował, zastrzeżony przez klub w 1963 roku.

W momencie zakończenia kariery Musial posiadał lub dzielił 17 rekordów w MLB, 29 w National League i 9 w All-Star Game, między innymi prowadził w klasyfikacji wszech czasów w MLB w liczbie extra-base hits (1377) i wszystkich baz ogółem (6134), w National League w klasyfikacji w liczbie uderzeń (3630), rozegranych meczów (3026), double’ów (725) i RBI (1951). W karierze zdobył 475 home runów, ale nigdy nie zdobył ich najwięcej w lidze w przeciągu jednego sezonu. Zaliczył 1815 uderzeń w meczach domowych i 1815 w meczach wyjazdowych. Musial był pierwszym baseballistą w MLB, który rozegrał przynajmniej 1000 meczów na dwóch pozycjach (1896 na zapolu, 1016 na pierwszej bazie). Po 1963 jedynym zawodnikiem, który miał wyższą średnią od Musiala w całej karierze był Tony Gwynn, zaś jedynym zawodnikiem, który zaliczył więcej baz ogółem był Hank Aaron.
Musial rozegrawszy 3026 meczów nigdy nie został usunięty z boiska.

## Inna działalność i życie prywatne
Musial poznał Lillian Susan Labash w Donorze kiedy obydwoje mieli 15 lat i 25 maja 1940 ożenił się z nią w St. Paul’s Catholic Church w Daytona Beach na Florydzie. Mieli czworo dzieci, syna Richarda i córki Gerry, Janet i Jeanie . Lillian Musial zmarła w wieku 91 lat 3 maja 2012, ich małżeństwo trwało prawie 72 lata.
W styczniu 1949 założył własny biznes i wraz z Juliusem „Biggiem” Garagnanim otworzył w St. Louis restaurację o nazwie „Stan Musial & Biggie's”. W 1959 John F. Kennedy zwrócił się do Musiala by poparł jego kandydaturę wyborach prezydenckich. Musial wziął udział w kampanii i ostatecznie poparł go w wyborach.

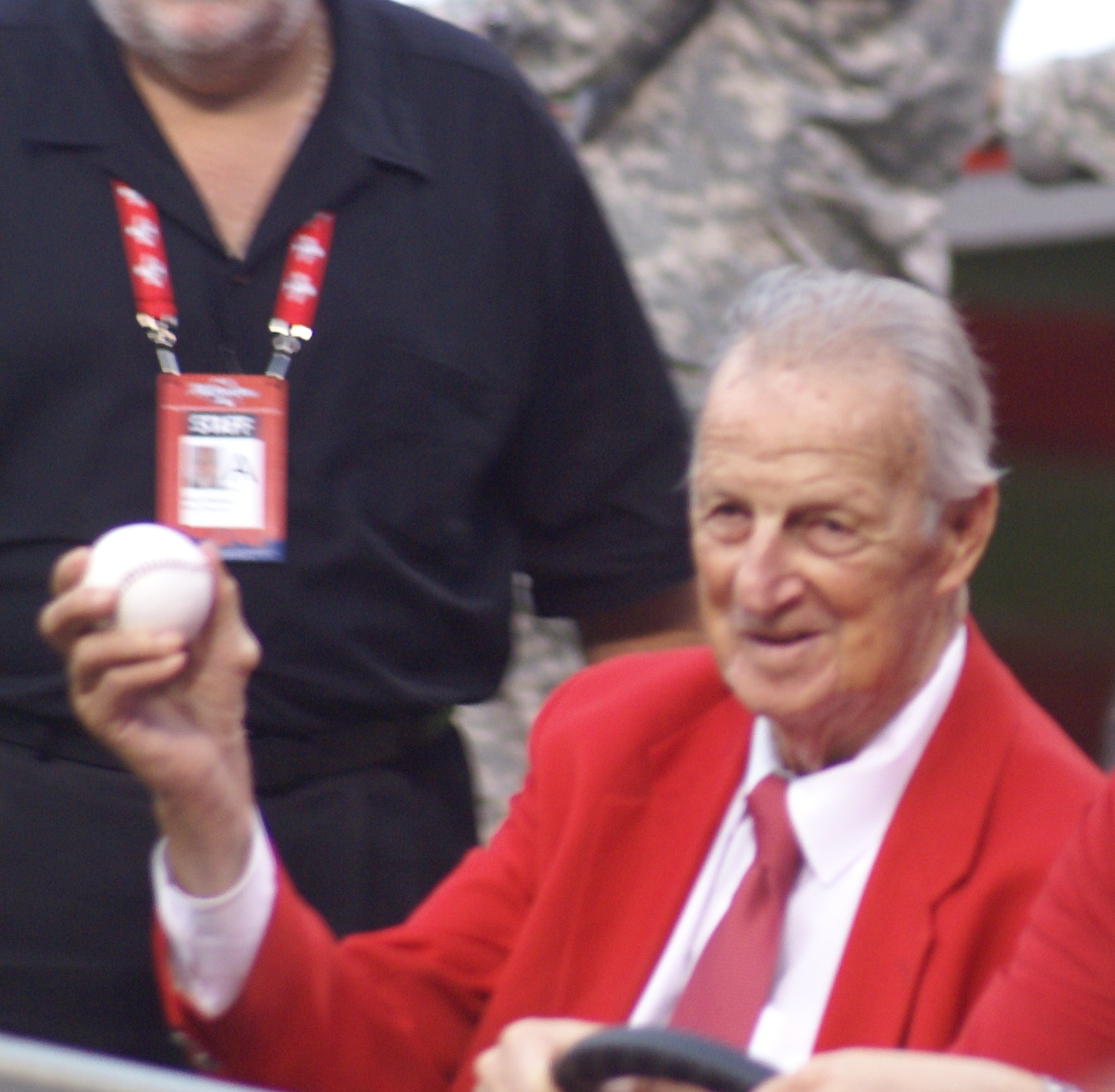
Stan Musial podczas All-Star Game w 2009 roku.

We wrześniu 1963 Musial został wiceprezydentem St. Louis Cardinals i pełnił tę funkcję do końca sezonu 1966. Od lutego 1964 do stycznia 1967 był konsultantem do spraw kondycji fizycznej prezydenta Lyndona Johnsona; stanowisko to utworzono w 1953 roku w celu promocji poprawienia sprawności fizycznej obywateli. 23 stycznia 1967 Musial został menadżerem generalnym klubu. W tym samym roku Cardinals wygrali World Series, a Musial zdobył lojalność zawodników poprzez składanie uczciwych ofert przy podpisywaniu nowych kontraktów i zatrudnił na stadionie opiekunów do dzieci, by żony zawodników mogły w komforcie oglądać mecze. W czerwcu 1967 zmarł jego długoletni partner do interesów Biggie Garagnani, więc Musial musiał przeznaczyć więcej czasu na prowadzenie restauracji i innych prywatnych przedsięwzięć. 5 grudnia 1967 zrezygnował z funkcji menadżera generalnego klubu.
Musial jako hobby traktował grę na harmonijce ustnej i wykonywał między innymi swoją wersję piosenki Take Me Out to the Ball Game. Grał podczas spotkań publicznych, takich jak coroczna ceremonia wprowadzenia do Baseball Hall of Fame czy podczas wydarzeń charytatywnych. Wystąpił w telewizyjnym show Hee Haw, a w 1994 nagrał 18 piosenek, które zostały wydane i sprzedane wraz z instrukcją grania na harmonijce ustnej.

## Uhonorowanie

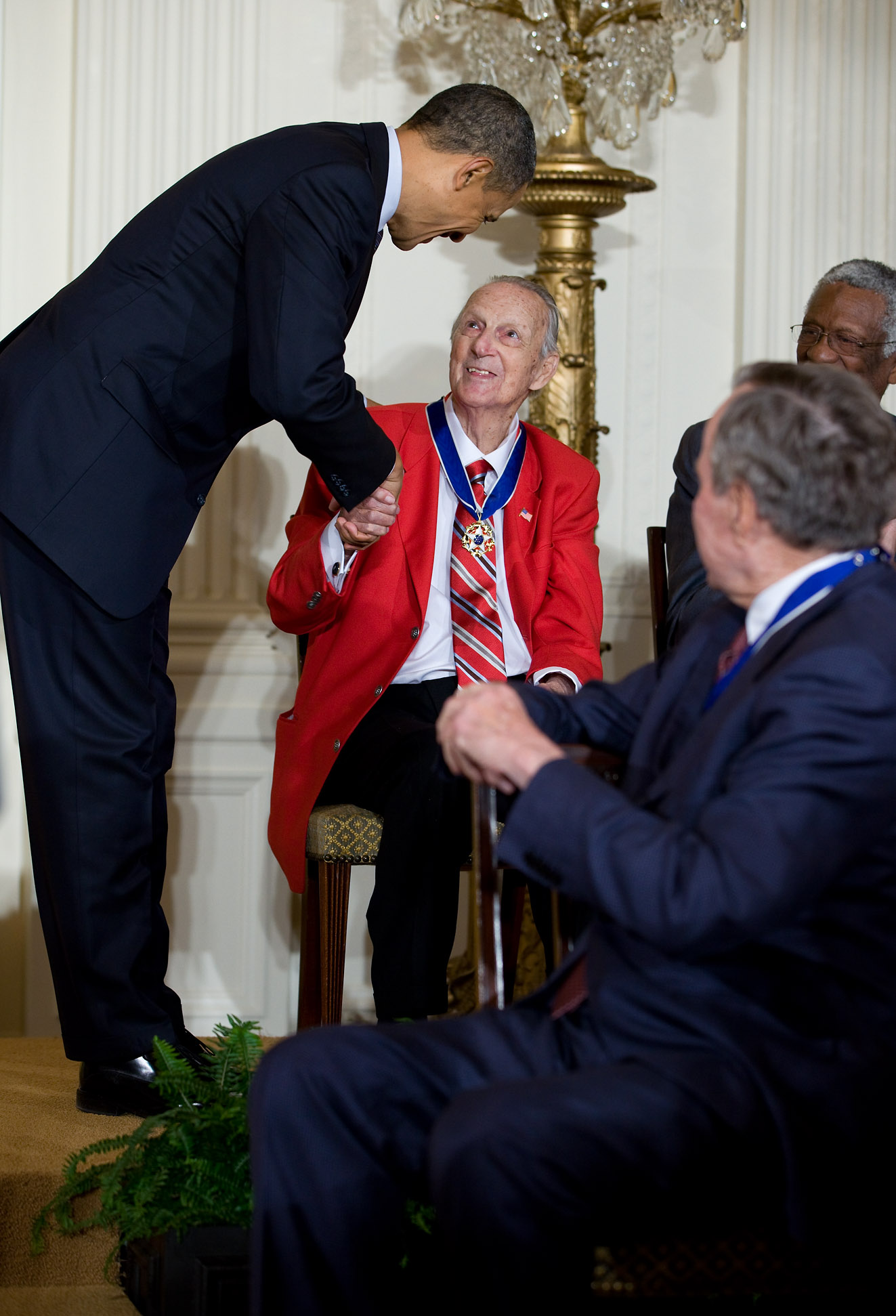
Prezydent Barack Obama odznacza Stana Musiala Medalem Wolności w Białym Domu 15 lutego 2011.

4 sierpnia 1968 wzniesiono pomnik Musiala po północno-wschodniej stronie Busch Memorial Stadium. Przed rozpoczęciem sezonu 2006 został przeniesiony w pobliże nowo wybudowanego Busch Stadium i znajduje się przy zachodniej trybunie stadionu, które stało się popularnym miejscem spotkań kibiców Cardinals. Na pomniku wyryto słowa komisarza ligi w latach 1951–1965 Forda Fricka: „Tu stoi idealny wojownik baseballu. Tu stoi idealny rycerz baseballu”.
Musial został wprowadzony do Baseball Hall of Fame w pierwszym roku głosowania, otrzymując 93,2% głosów (minimum wymagane to 75%). 14 czerwca 1973 został uhonorowany członkostwem w Polsko-Amerykańskiej Narodowej Galerii Sław Sportu, znajdującej się w Orchard Lake w stanie Michigan. W 1989 jego nazwisko zostało umieszczone w St. Louis Walk of Fame, alei sław zasłużonych dla miasta St. Louis. Pięć lat później jego imieniem nazwano boisko baseballowe w Donorze, miejscowości, z której pochodził. Magazyn The Sporting News w 1998 umieścił go na 10. miejscu stu największych baseballistów w historii. Był również wśród trzydziestu zawodników wybranych do Major League Baseball All-Century Team, zajmując 11. miejsce spośród zapolowych w głosowaniu kibiców. W 2000 został wybrany do Hall of Famous Missourians, a w Missouri State Capitol stoi posąg z brązu przedstawiający Musiala. W styczniu 2014 został wprowadzony jako jeden z 22 zawodników i działaczy do nowo utworzonej St. Louis Cardinals Hall of Fame.
18 maja 2008 ustanowiono Dzień „Stana The Mana” w klubie. Przed rozpoczęciem Meczu Gwiazd w 2009 roku Musial wykonał pierwszy honorowy rzut do prezydenta Baracka Obamy. W 2010 pierwszobazowy Cardinals Albert Pujols, który nosił przydomek „El Hombre” (ang. „The Man”) przyznał, że nie chce być tak nazywany nawet po hiszpańsku, gdyż jedynym, który zasługuje na ten przydomek jest wyłącznie Stan Musial. W tym samym roku klub rozpoczął kampanię poparcia dla przyznania Musialowi Medalu Wolności za wybitne zasługi. Kampania zakończyła się sukcesem i 15 lutego 2011 Musial otrzymał najwyższe odznaczenie cywilne z rąk prezydenta Baracka Obamy, który nazwał go „nieskazitelnym symbolem, filarem społeczności, dżentelmenem dającym wzór do naśladowania dla Waszych dzieci”.
17 października 2012 Musial po raz ostatni pojawił się na Busch Stadium, jadąc wózkiem golfowym wzdłuż trybun przed meczem numer 4 NLCS. Musial zatrzymał się przy ławkach obydwu zespołów witając się z menadżerem San Francisco Giants Bruce’em Bochym i menadżerem Cardinals Mikiem Mathenym. Cardinals wygrali ten mecz 8–3, ale przegrali serię 3–4.
Czterokrotnie odwiedził Polskę, aby popularyzować baseball w kraju swoich przodków. Podczas pierwszej wizyty w Kutnie w 1987 przekazał na rzecz Polskiego Związku Baseballu i Softballu sprzęt sportowy wartości 50 000 dolarów. Wspierał z własnych funduszy budowę Europejskiego Centrum Małej Ligi Baseballowej w tym mieście. Podczas ostatniej wizyty w 2000 został honorowym obywatelem Kutna, a 5 sierpnia 2000 nowy stadion na terenie Centrum otrzymał jego imię.
We Wrocławiu na terenie Stadionu Olimpijskiego w 1990 oddano do użytku boisko baseballowe Małej Ligi im. Stana Musiała. Przy boisku znajduje się obelisk z podobizną i autografem Musiala.

## Śmierć
Musial zmarł w wieku 92 lat z przyczyn naturalnych 19 stycznia 2013 w swoim domu w Ladue w stanie Missouri. Właściciel klubu Bill DeWitt Jr. wydał oświadczenie:
„Utraciliśmy ukochanego członka rodziny St. Louis Cardinals. Stan Musial był największym zawodnikiem w historii klubu i jednym z najlepszych w historii. Cała organizacja Cardinals składa szczere kondolencje rodzinie Stana, jego dzieciom Richardowi, Gerry, Janet i Jean, a także jego jedenastu wnukom i dwunastu prawnukom. Łączymy się z kibicami w bólu po stracie drogiego przyjaciela, ale też pamiętajmy, że mieliśmy szczęście znać Stana the Mana”.
Kibice zaczęli zbierać się obok pomnika przy Busch Stadium, by oddać hołd zmarłemu zawodnikowi. Przy bramie numer trzy nieopodal pomnika utworzono miejsce pamięci na czas nieokreślony. Uruchomiono specjalną stronę internetową, by fani mogli składać kondolencje rodzinie Musiala. Burmistrz St. Louis Francis Slay zarządził opuszczenie flag do połowy masztu.
Trumnę z ciałem Musiala wystawiono w katedrze w St. Louis 24 stycznia 2013. Tysiące kibiców pojawiło się by oddać mu ostatni hołd. Musial ubrany był w bluzę w tradycyjnych barwach klubu, biało-czerwonych, z harmonijką w kieszeni w obecności członka kampanii honorowej US Navy. Msza pogrzebowa miała miejsce dwa dni później w Nowej Katedrze, którą transmitowały lokalne stacje telewizyjne. Uroczystościom przewodził arcybiskup Timothy Dolan, kazanie wygłosił biskup Richard Stika, zaś Bob Costas mowę pogrzebową, w której przytoczył słowa Mickeya Mantle’a, który powiedział kiedyś o Musiale: „Był lepszym graczem ode mnie, bo był lepszym człowiekiem ode mnie”. Po mszy kondukt wyruszył z Nowej Katedry pod Busch Stadium, gdzie złożono wieniec pod jego pomnikiem. Po zakończeniu uroczystości pogrzebowych kibice zaśpiewali piosenkę „Take Me Out to the Ball Game”.

## Upamiętnienie
W związku z jego popularnością, w maju 2011 Senat stanu Pensylwania wydał decyzję o zmianie nazwy mostu nad rzeką Monongahela z Donora-Monessen Bridge na Stan Musial Bridge. W lipcu 2013 jeden z mostów na autostradzie międzystanowej nr 70 łączący stany Illinois i Missouri nazwano Stan Musial Veterans Memorial Bridge. W październiku 2013 oddział straży pożarnej w St. Louis nazwał jedną z łodzi strażackich „The Stan Musial”.

## Nagrody i wyróżnienia
| Nagroda/wyróżnienie                       | Lata | Źródło        |
| ----------------------------------------- | --- | ------------- |
| 3× MVP National League                    | 1943, 1946, 1948 | [ 21 ] [ 41 ] |
| 24× All-Star                              | 1943, 1944, 1946, 1947, 1948, 1949, 1950, 1951, 1952, 1953, 1954, 1955, 1956, 1957, 1958, 1959¹, 1959², 1960¹, 1960², 1961¹, 1961², 1962¹, 1962², 1963 | [ 41 ]        |
| 3× zwycięzca w World Series               | 1942, 1944, 1946 | [ 21 ]        |
| 7× National League batting champion       | 1943, 1946, 1948, 1950–1952, 1957 | [ 41 ]        |
| MLB All-Century Team                      | | [ 177 ]       |
| Lou Gehrig Memorial Award                 | 1957 | [ 178 ]       |
| Baseball Hall of Fame                     | od 1969 | [ 179 ]       |
| # 6 zastrzeżony przez St. Louis Cardinals | 1963 | [ 180 ]       |

## Statystyki
| Legenda | Legenda                        |
| --- | ------------------------------ |
| G | Liczba rozegranych meczów      |
| Wyg. | Wygrana zespołu w postseason   |
| Przeg. | Przegrana zespołu w postseason |
| P | Przeciwnik w postseason        |
| S | Serie w postseason             |
| W statystykach z sezonu zasadniczego czcionką pogrubioną zaznaczono najlepszy wynik w National League spośród wszystkich zawodników                 |                                |
| W statystykach z sezonu zasadniczego czcionką pogrubioną i kursywą zaznaczono najlepszy wynik w Major League Baseball spośród wszystkich zawodników |                                |

Sezon zasadniczy
| Sezon              | Klub                                        | G                                           | PA                                          | AB                                          | R                                           | H                                           | 2B                                          | 3B                                          | HR                                          | RBI                                         | SB                                          | CS                                          | BB                                          | SO                                          | BA                                          | OBP                                         | SLG                                         | OPS                                         |
| ------------------ | ------------------------------------------- | ------------------------------------------- | ------------------------------------------- | ------------------------------------------- | ------------------------------------------- | ------------------------------------------- | ------------------------------------------- | ------------------------------------------- | ------------------------------------------- | ------------------------------------------- | ------------------------------------------- | ------------------------------------------- | ------------------------------------------- | ------------------------------------------- | ------------------------------------------- | ------------------------------------------- | ------------------------------------------- | ------------------------------------------- |
| 1941               | STL                                         | 12                                          | 49                                          | 47                                          | 8                                           | 20                                          | 4                                           | 0                                           | 1                                           | 7                                           | 1                                           | NO                                          | 2                                           | 1                                           | 0,426                                       | 0,449                                       | 0,574                                       | 1,023                                       |
| 1942               | STL                                         | 140                                         | 536                                         | 467                                         | 87                                          | 147                                         | 32                                          | 10                                          | 10                                          | 72                                          | 6                                           | NO                                          | 62                                          | 25                                          | 0,315                                       | 0,397                                       | 0,490                                       | 0,888                                       |
| 1943               | STL                                         | 157                                         | 700                                         | 617                                         | 108                                         | 220                                         | 48                                          | 20                                          | 13                                          | 81                                          | 9                                           | NO                                          | 72                                          | 18                                          | 0,357                                       | 0,425                                       | 0,562                                       | 0,988                                       |
| 1944               | STL                                         | 146                                         | 668                                         | 568                                         | 112                                         | 197                                         | 51                                          | 14                                          | 12                                          | 94                                          | 7                                           | NO                                          | 90                                          | 28                                          | 0,347                                       | 0,440                                       | 0,549                                       | 0,990                                       |
| 1945               | zawodnik nie grał z powodu służby wojskowej | zawodnik nie grał z powodu służby wojskowej | zawodnik nie grał z powodu służby wojskowej | zawodnik nie grał z powodu służby wojskowej | zawodnik nie grał z powodu służby wojskowej | zawodnik nie grał z powodu służby wojskowej | zawodnik nie grał z powodu służby wojskowej | zawodnik nie grał z powodu służby wojskowej | zawodnik nie grał z powodu służby wojskowej | zawodnik nie grał z powodu służby wojskowej | zawodnik nie grał z powodu służby wojskowej | zawodnik nie grał z powodu służby wojskowej | zawodnik nie grał z powodu służby wojskowej | zawodnik nie grał z powodu służby wojskowej | zawodnik nie grał z powodu służby wojskowej | zawodnik nie grał z powodu służby wojskowej | zawodnik nie grał z powodu służby wojskowej | zawodnik nie grał z powodu służby wojskowej |
| 1946               | STL                                         | 156                                         | 702                                         | 624                                         | 124                                         | 228                                         | 50                                          | 20                                          | 16                                          | 103                                         | 7                                           | NO                                          | 73                                          | 31                                          | 0,365                                       | 0,434                                       | 0,587                                       | 1,021                                       |
| 1947               | STL                                         | 149                                         | 678                                         | 587                                         | 113                                         | 183                                         | 30                                          | 13                                          | 19                                          | 95                                          | 4                                           | NO                                          | 80                                          | 24                                          | 0,312                                       | 0,398                                       | 0,504                                       | 0,902                                       |
| 1948               | STL                                         | 155                                         | 698                                         | 611                                         | 135                                         | 230                                         | 46                                          | 18                                          | 39                                          | 131                                         | 7                                           | NO                                          | 79                                          | 34                                          | 0,376                                       | 0,450                                       | 0,702                                       | 1,152                                       |
| 1949               | STL                                         | 157                                         | 722                                         | 612                                         | 128                                         | 207                                         | 41                                          | 13                                          | 36                                          | 123                                         | 3                                           | NO                                          | 107                                         | 38                                          | 0,338                                       | 0,438                                       | 0,624                                       | 1,062                                       |
| 1950               | STL                                         | 146                                         | 645                                         | 555                                         | 105                                         | 192                                         | 41                                          | 7                                           | 28                                          | 109                                         | 5                                           | NO                                          | 87                                          | 36                                          | 0,346                                       | 0,437                                       | 0,596                                       | 1,034                                       |
| 1951               | STL                                         | 152                                         | 678                                         | 578                                         | 124                                         | 205                                         | 30                                          | 12                                          | 32                                          | 108                                         | 4                                           | 5                                           | 98                                          | 40                                          | 0,355                                       | 0,449                                       | 0,614                                       | 1,063                                       |
| 1952               | STL                                         | 154                                         | 678                                         | 578                                         | 105                                         | 194                                         | 42                                          | 6                                           | 21                                          | 91                                          | 7                                           | 7                                           | 96                                          | 29                                          | 0,336                                       | 0,432                                       | 0,538                                       | 0,970                                       |
| 1953               | STL                                         | 157                                         | 698                                         | 593                                         | 127                                         | 200                                         | 53                                          | 9                                           | 30                                          | 113                                         | 3                                           | 4                                           | 105                                         | 32                                          | 0,337                                       | 0,437                                       | 0,609                                       | 1,046                                       |
| 1954               | STL                                         | 153                                         | 705                                         | 591                                         | 120                                         | 195                                         | 41                                          | 9                                           | 35                                          | 126                                         | 1                                           | 7                                           | 103                                         | 39                                          | 0,330                                       | 0,428                                       | 0,607                                       | 1,036                                       |
| 1955               | STL                                         | 154                                         | 655                                         | 562                                         | 97                                          | 179                                         | 30                                          | 5                                           | 33                                          | 108                                         | 5                                           | 4                                           | 80                                          | 39                                          | 0,319                                       | 0,408                                       | 0,566                                       | 0,974                                       |
| 1956               | STL                                         | 156                                         | 682                                         | 594                                         | 87                                          | 184                                         | 33                                          | 6                                           | 27                                          | 109                                         | 2                                           | 0                                           | 75                                          | 39                                          | 0,310                                       | 0,386                                       | 0,522                                       | 0,908                                       |
| 1957               | STL                                         | 134                                         | 579                                         | 502                                         | 82                                          | 176                                         | 38                                          | 3                                           | 29                                          | 103                                         | 1                                           | 1                                           | 66                                          | 34                                          | 0,351                                       | 0,422                                       | 0,612                                       | 1,034                                       |
| 1958               | STL                                         | 135                                         | 549                                         | 472                                         | 64                                          | 159                                         | 35                                          | 2                                           | 17                                          | 62                                          | 0                                           | 0                                           | 72                                          | 26                                          | 0,337                                       | 0,423                                       | 0,528                                       | 0,950                                       |
| 1959               | STL                                         | 115                                         | 404                                         | 341                                         | 37                                          | 87                                          | 13                                          | 2                                           | 14                                          | 44                                          | 0                                           | 2                                           | 60                                          | 25                                          | 0,255                                       | 0,364                                       | 0,428                                       | 0,792                                       |
| 1960               | STL                                         | 116                                         | 376                                         | 331                                         | 49                                          | 91                                          | 17                                          | 1                                           | 17                                          | 63                                          | 1                                           | 1                                           | 41                                          | 34                                          | 0,275                                       | 0,354                                       | 0,486                                       | 0,841                                       |
| 1961               | STL                                         | 123                                         | 431                                         | 372                                         | 46                                          | 107                                         | 22                                          | 4                                           | 15                                          | 70                                          | 0                                           | 0                                           | 52                                          | 35                                          | 0,288                                       | 0,371                                       | 0,489                                       | 0,860                                       |
| 1962               | STL                                         | 135                                         | 505                                         | 433                                         | 57                                          | 143                                         | 18                                          | 1                                           | 19                                          | 82                                          | 3                                           | 0                                           | 64                                          | 46                                          | 0,330                                       | 0,416                                       | 0,508                                       | 0,924                                       |
| 1963               | STL                                         | 124                                         | 379                                         | 337                                         | 34                                          | 86                                          | 10                                          | 2                                           | 12                                          | 58                                          | 2                                           | 0                                           | 35                                          | 43                                          | 0,255                                       | 0,325                                       | 0,404                                       | 0,728                                       |
| Łącznie w karierze | Łącznie w karierze                          | 3026                                        | 12717                                       | 10972                                       | 1949                                        | 3630                                        | 725                                         | 177                                         | 475                                         | 1951                                        | 78                                          | NO                                          | 1599                                        | 696                                         | 0,331                                       | 0,417                                       | 0,559                                       | 0,979                                       |

Postseason
| Sezon              | Klub               | S                  | P                  | Wynik              | G  | PA | AB | R | H  | 2B | 3B | HR | RBI | SB | CS | BB | SO | BA    | OBP   | SLG   | OPS   |
| ------------------ | ------------------ | ------------------ | ------------------ | ------------------ | -- | -- | -- | - | -- | -- | -- | -- | --- | -- | -- | -- | -- | ----- | ----- | ----- | ----- |
| 1942               | STL                | WS                 | NYY                | Wygr.              | 5  | 22 | 18 | 2 | 4  | 1  | 0  | 0  | 2   | 0  | 1  | 4  | 0  | 0,222 | 0,364 | 0,278 | 0,641 |
| 1943               | STL                | WS                 | NYY                | Przeg.             | 5  | 20 | 18 | 2 | 5  | 0  | 0  | 0  | 0   | 0  | 0  | 2  | 2  | 0,278 | 0,350 | 0,278 | 0,628 |
| 1944               | STL                | WS                 | SLB                | Wygr.              | 6  | 26 | 23 | 2 | 7  | 2  | 0  | 1  | 2   | 0  | 0  | 2  | 0  | 0,304 | 0,360 | 0,522 | 0,882 |
| 1946               | STL                | WS                 | BOS                | Wygr.              | 7  | 31 | 27 | 3 | 6  | 4  | 1  | 0  | 4   | 1  | 0  | 4  | 2  | 0,222 | 0,323 | 0,444 | 0,767 |
| Łącznie w karierze | Łącznie w karierze | Łącznie w karierze | Łącznie w karierze | Łącznie w karierze | 23 | 99 | 86 | 9 | 22 | 7  | 1  | 1  | 8   | 1  | 1  | 12 | 4  | 0,256 | 0,347 | 0,395 | 0,742 |

## Rekordy
| Osiągnięcie | Rekord | Uwagi | Źródło          |
| NATIONAL LEAGUE | NATIONAL LEAGUE | NATIONAL LEAGUE | NATIONAL LEAGUE |
| W karierze | W karierze | W karierze | W karierze      |
| --- | --- | --- | --------------- |
| Najwięcej zaliczonych plate appearance | 12 127 | | [ 181 ]         |
| Najwięcej podejść do odbicia | 10 972 | | [ 12 ]          |
| Najwięcej uderzeń | 3026 | | [ 12 ]          |
| Najwięcej extra base hits | 1377 | Rekord w MLB | [ 12 ]          |
| Najwięcej wszystkich baz ogółem | 6134 | Rekord w MLB | [ 12 ]          |
| Najwięcej double’ów | 725 | | [ 182 ]         |
| Najwięcej runów | 1949 | | [ 182 ]         |
| Najwięcej RBI | 1951 | | [ 182 ]         |
| Najwięcej rozegranych meczów | 3026 | | [ 12 ]          |
| Najwięcej rozegranych meczów z rzędu | 895 | | [ 183 ]         |
| Najwięcej sezonów ze średnią uderzeń min. 0,300                                                                                             | 17 | | [ 184 ]         |
| Najwięcej times on base | 5282 | | [ 185 ]         |
| Najwięcej baz za darmo | 1599 | | [ 186 ]         |
| Najwięcej sezonów z największą liczbą double’ów                                                                                             | 8 | Wraz z Trisem Speakerem | [ 187 ]         |
| Najwięcej sezonów z największą liczbą extra base hits                                                                                       | 7 | Wraz z Babe Ruthem | [ 188 ]         |
| W sezonie | | |                 |
| Najwięcej home runów w doubleheader | 5 | Rekord w MLB | [ 189 ]         |
| Najwięcej meczów z pięcioma odbiciami w meczu                                                                                               | 4 | Wyrównanie rekordu Ty Cobba | [ 190 ]         |
| Najwięcej home runów z rzędu | 4 | Rekord w MLB | [ 122 ]         |
| ALL-STAR GAME | | |                 |
| Najwięcej meczów w NL All-Star Team | 24 | Wraz z Williem Maysem | [ 191 ]         |
| Najwięcej home runów | 6 | Rekord w MLB | [ 192 ]         |
| Najwięcej extra base hits | 8 | Wraz z Williem Maysem | [ 192 ]         |
| Najwięcej odbić jako pinch hitter | 3 | | [ 192 ]         |
| Najwięcej wszystkich baz ogółem | 40 | Wraz z Williem Maysem | [ 192 ]         |
| Home run jako pinch hitter | 1 | Wraz z szesnastoma zawodnikami | [ 191 ]         |
| INNE | | |                 |
| Jako pierwszy zawodnik osiągnął pułap 50 double’ów i 20 triple’ów w sezonie                                                                 | Jako pierwszy zawodnik osiągnął pułap 50 double’ów i 20 triple’ów w sezonie                                                                 | Jako pierwszy zawodnik osiągnął pułap 50 double’ów i 20 triple’ów w sezonie                                                                 | [ 193 ]         |
| Jako pierwszy zawodnik osiągnął pułap 3000 odbić i 400 home runów w karierze                                                                | Jako pierwszy zawodnik osiągnął pułap 3000 odbić i 400 home runów w karierze                                                                | Jako pierwszy zawodnik osiągnął pułap 3000 odbić i 400 home runów w karierze                                                                | [ 122 ]         |
| Jako pierwszy zawodnik zaliczył przynajmniej średnią 0,300, zdobył przynajmniej 300 home runów i zaliczył co najmniej 3000 odbić w karierze | Jako pierwszy zawodnik zaliczył przynajmniej średnią 0,300, zdobył przynajmniej 300 home runów i zaliczył co najmniej 3000 odbić w karierze | Jako pierwszy zawodnik zaliczył przynajmniej średnią 0,300, zdobył przynajmniej 300 home runów i zaliczył co najmniej 3000 odbić w karierze | [ 194 ]         |
| Jako pierwszy zawodnik osiągnął pułap 6000 wszystkich baz ogółem w karierze                                                                 | Jako pierwszy zawodnik osiągnął pułap 6000 wszystkich baz ogółem w karierze                                                                 | Jako pierwszy zawodnik osiągnął pułap 6000 wszystkich baz ogółem w karierze                                                                 | [ 195 ]         |